# Laṭīfa al-Zayyāt
Laṭīfa al-Zayyāt (in arabo لطيفة الزيات‎?; Damietta, 8 agosto 1923 – Il Cairo, 10 settembre 1996) è stata una scrittrice e attivista egiziana.

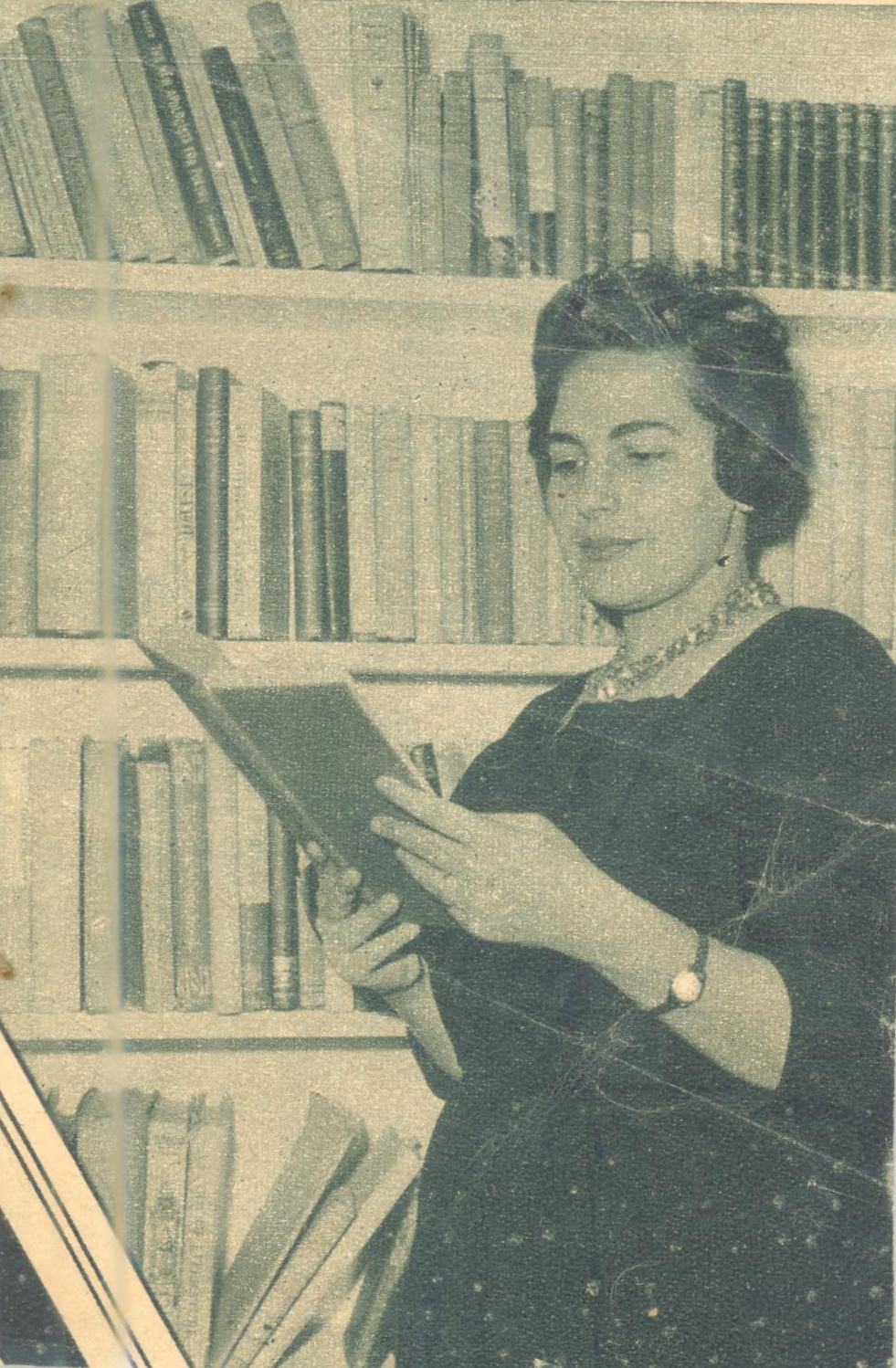
Latifa al-Zayyat.

È stata vincitrice della Medaglia Naguib Mahfouz per la Letteratura nel 1996 per la sua opera principale, La porta aperta (in arabo الباب المفتوح‎?, Al-bāb al-maftūḥ), da cui è stato tratto un film omonimo nel 2017. Viene considerata una delle figure principali del femminismo arabo ed egiziano in particolare, per aver affrontato nelle sue opere la figura della donna e il suo rapporto con la scrittura, posta al centro della narrazione.

## Biografia
Nata a Damietta nel 1923, nella zona del delta del Nilo, si laurea in letteratura inglese all'Università del Cairo nel 1946, dove poi consegue il dottorato nel 1957. Prende parte al movimento femminista della sua università e in seguito ottiene la cattedra di letteratura inglese all'Università di 'Ayn Shams: dal 1942 l'ateneo è il primo in Egitto a consentire l'istruzione universitaria alle donne. Nel 1949 viene arrestata a causa delle sue attività presso l'Accademia Egiziana delle Arti, dove promuove la politica di sinistra osteggiata dal governo coloniale. Nel 1981 finisce agli arresti una seconda volta, avendo partecipato alle proteste contro gli accordi di Camp David. Muore al Cairo nel 1996.

## Opere
La sua opera principale, La porta aperta, pubblicata nel 1960, è ritenuta una pietra miliare della letteratura egiziana per l'uso dell'arabo colloquiale, in particolar modo il dialetto egiziano, e per i temi affrontati, come la sessualità e la conoscenza di sé. Il romanzo affronta la vita di una giovane ragazza che partecipa alle proteste universitarie contro i governanti britannici, a cui aveva partecipato la stessa autrice. Tuttavia, a differenza di al-Zayyāt, la protagonista subisce il disagio familiare e sociale del suo essere donna.
Altra opera rilevante è Carte private (in arabo أوراق شخصية‎?, Awrāq shakhṣiyya), edito nel 1992, in cui descrive per la prima volta la storia della propria vita, descrivendo la fine del suo matrimonio e le esperienze nelle carceri egiziane.